# رودولف هوس

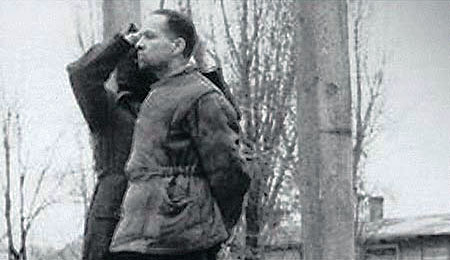
هيس قبل إعدامه بالمشنقة

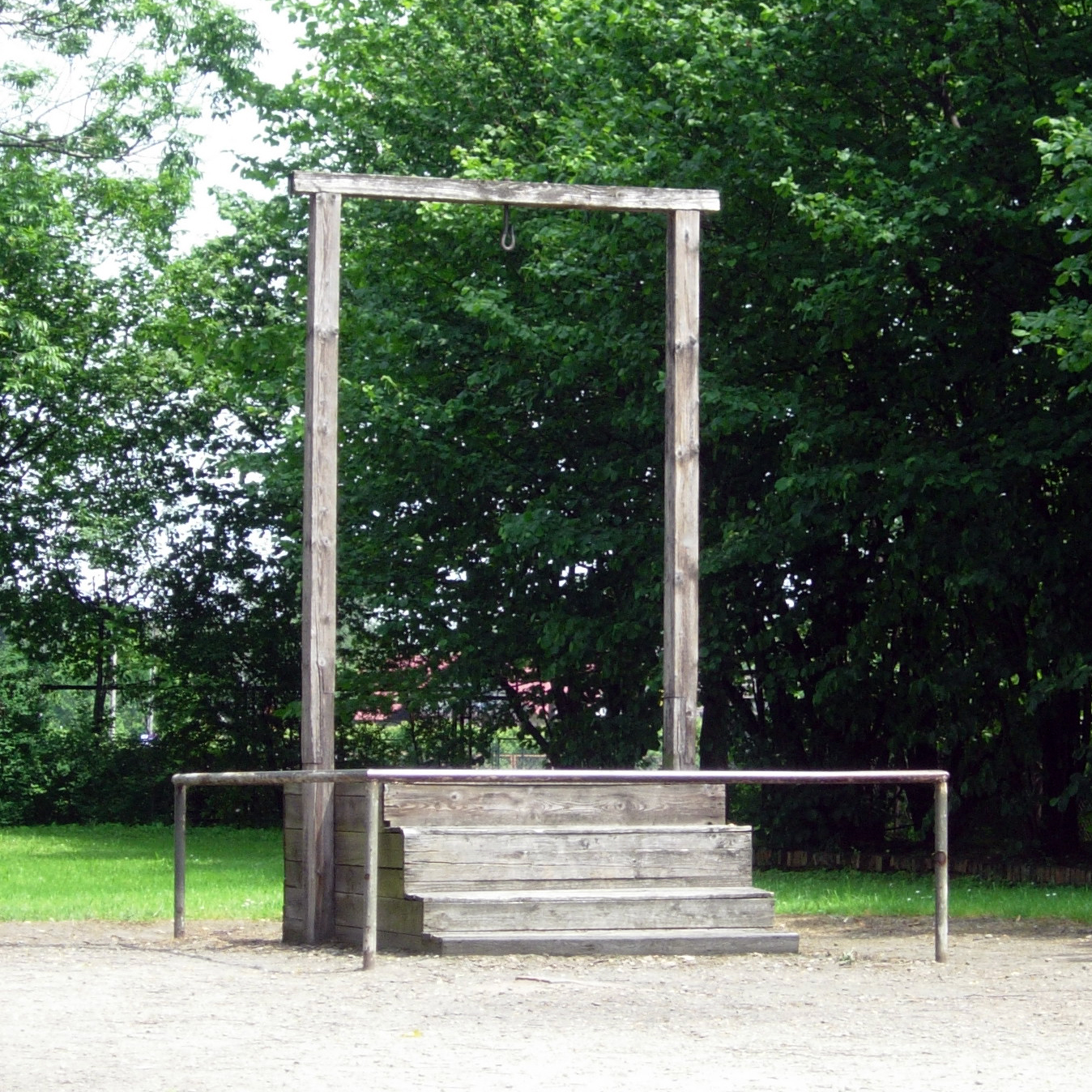
المشنقة التي أعدم فيه هيس على يد التحالف ، الصورة التقطت سنة 2006م.

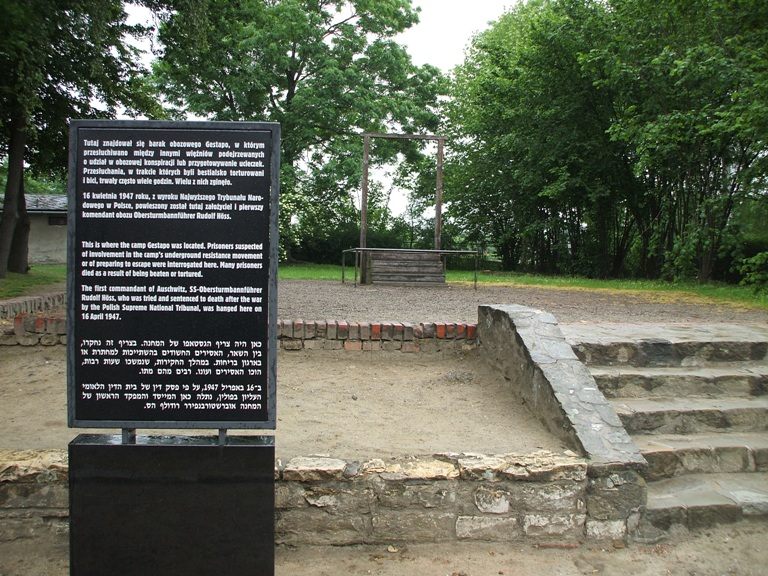
لافتات رسمية مكتوبة باللغات الثلاث : البولندية والإنجليزية والعبرية.

رودولف فرانز هيوس (بالألمانية:Rudolf Franz Ferdinand Höss) من مواليد 25 نوفمبر 1900م، وأعدم شنقا بتاريخ 16 أبريل سنة 1947م على يد قوات التحالف الأمريكية في معسكر أوشفيتز بيركينو بـبولندا بتهمة مايسمى «جرائم حرب ضد الإنسانية» حسب المحكمة العسكرية الأمريكية.

## حياته
أنضم هيوس للحزب النازي سنة 1922م، وأعطي الرتبة إس إس عام 1934م.